# Aeroport de Samaná
L'Aeroport Internacional de Samaná-El Catey (codi IATA: AZS, codi OACI: MDCY) també anomenat Aeroport Internacional President Juan Bosch (AISA), és un aeroport internacional inaugurat el 6 de novembre de 2006, de la província de Samaná, a la República Dominicana.
L'aeroport és a prop de la vila El Catey, del municipi de Sánchez, 8 km a l'oest de la Província de Sánchez Ramírez a la zona muntanyosa de la península de Samaná. Es tarda mitja hora en arribar a Las Terrenas i menys d'una hora a la capital provincial Santa Bàrbara de Samaná, i una hora fins Les Galeres.
Rep vols internacionals setmanals i temporals provinents d'importants ciutats de Europa, Amèrica de Nord, el Carib i Amèrica de Sud. Permet gestionar adequadament la sortida i entrada d'una mitjana de 600 pssatgers per hora.